# Orthetrum coerulescens
Orthetrum coerulescens é uma espécie de libélula europeia.
Esta espécie se assemelha ao Orthetrum cancellatum, mas é mais esbelta, e o macho não tem nenhuma ponta negra. Fêmeas e machos imaturos têm o padrão abdominal preto. O pterostigma é laranja e o tórax usualmente apresenta faixas brancas. Nascem principalmente em paul e voa (no Reino Unido) de junho até setembro.

## Comportamento
Esta libélula é bastante rara, mas presente em muitos locais. Seu hábitat típico são brejos de terra ácida, onde é frequentemente visto ao lado de Cordulegaster boltonii.